# Дипломатически мисии на Норвегия
Това е списък на посолствата и консулствата на Норвегия по целия свят.

## Европа
- Австрия
  - Виена (посолство)
- Азербайджан
  - Баку (посолство)
- Белгия
  - Брюксел (посолство)
- Босна и Херцеговина
  - Сараево (посолство)
- България
  - София (посолство)
- Великобритания
  - Лондон (посолство)
  - Единбург (генерално консулство)
- Германия
  - Берлин (посолство)
  - Хамбург (генерално консулство)
  - Дюселдорф (консулство)
- Гърция
  - Атина (посолство)
- Дания
  - Копенхаген (посолство)
- Естония
  - Талин (посолство)
- Ирландия
  - Дъблин (посолство)
- Исландия
  - Рейкявик (посолство)
- Испания
  - Мадрид (посолство)
  - Барселона (генерално консулство)
- Италия
  - Рим (посолство)
- Латвия
  - Рига (посолство)
- Литва
  - Вилнюс (посолство)
- Северна Македония
  - Скопие(посолство) * Полша
  - Варшава (посолство) * Португалия
  - Лисабон (посолство)
- Румъния
  - Букурещ (посолство)
- Русия
  - Москва (посолство)
  - Мурманск (консулство)
  - Санкт Петербург (генерално консулство)
- Словакия
  - Братислава (посолство)
- Словения
  - Любляна (посолство)
- Сърбия
  - Белград (посолство)
- Украйна
  - Киев (посолство)
- Унгария
  - Будапеща (посолство)
- Финландия
  - Хелзинки (посолство)
- Франция
  - Париж (посолство)
- Нидерландия
  - Хага (посолство)
  - Ротердам (генерално консулство)
- Хърватия
  - Загреб (посолство)
- Чехия
  - Прага (посолство)
- Швейцария
  - Берн (посолство)
  - Женева (генерално консулство)
  - Цюрих (генерално консулство)
- Швеция
  - Стокхолм (посолство)
  - Гьотеборг (генерално консулство)
  - Малмьо (генерално консулство)
  - Съндсвол (генерално консулство)

## Северна Америка
- Гватемала
  - Гватемала (посолство)
- Канада
  - Отава (посолство)
  - Монреал (генерално консулство)
  - Торонто (генерално консулство)
  - Ванкувър (генерално консулство)
- Куба
  - Хавана (посолство)
- Мексико
  - Мексико (посолство)
- Никарагуа
  - Манагуа (посолство)
- САЩ
  - Вашингтон (посолство)
  - Минеаполис (генерално консулство)
  - Ню Йорк (генерално консулство)
  - Сан Франциско (генерално консулство)
  - Хюстън (генерално консулство)

## Южна Америка
- Аржентина
  - Буенос Айрес (посолство)
- Бразилия
  - Бразилия (посолство)
  - Рио де Жанейро (генерално консулство)
- Венецуела
  - Каракас (посолство)
- Колумбия
  - Богота (посолство)
- Чили
  - Сантяго де Чиле (посолство)

## Африка
- Алжир
  - Алжир (посолство)
- Ангола
  - Луанда (посолство)
- Египет
  - Кайро (посолство)
- Еритрея
  - Асмара (посолство)
- Етиопия
  - Адис Абеба (посолство)
- Замбия
  - Лусака (посолство)
- Зимбабве
  - Хараре (посолство)
- Кения
  - Найроби (посолство)
- Кот д'Ивоар
  - Абиджан (посолство)
- Мадагаскар
  - Антананариво (посолство)
- Малави
  - Лилонгве (посолство)
- Мароко
  - Рабат (посолство)
- Мозамбик
  - Мапуто (посолство)
- Нигерия
  - Абуджа (посолство)
- Судан
  - Хартум (посолство)
- Танзания
  - Дар ес Салаам (посолство)
- Уганда
  - Кампала (посолство)
- ЮАР
  - Претория (посолство)

## Азия
- Афганистан
  - Кабул (посолство)
- Бангладеш
  - Дака (посолство)
- Виетнам
  - Ханой (посолство)
- Израел
  - Тел Авив (посолство)
- Индия
  - Ню Делхи (посолство)
- Индонезия
  - Джакарта (посолство)
- Иран
  - Техеран (посолство)
- Йордания
  - Аман (посолство)
- Китай
  - Пекин (посолство)
  - Шанхай (генерално консулство)
- Ливан
  - Бейрут (посолство)
- Малайзия
  - Куала Лумпур (посолство)
- Непал
  - Катманду (посолство)
- Обединени арабски емирства
  - Абу Даби (посолство)
- Оман
  - Маскат (посолство)
- Пакистан
  - Исламабад (посолство)
- Палестинска автономия
  - Йерусалим (офис)
- Саудитска Арабия
  - Рияд (посолство)
  - Джида (генерално консулство)
- Сингапур
  - Сингапур (посолство)
- Тайланд
  - Банкок (посолство)
- Турция
  - Анкара (посолство)
  - Истанбул (генерално консулство)
- Филипини
  - Манила (посолство)
- Шри Ланка
  - Коломбо (посолство)
- Южна Корея
  - Сеул (посолство)
- Япония
  - Токио (посолство)

## Океания
- Австралия
  - Канбера (посолство)

## Междудържавни организации
- - Брюксел - ЕС
  - Брюксел - НАТО
  - Виена - ООН
  - Женева - ООН
  - Ню Йорк - ООН
  - Париж - Организация за икономическо сътрудничество и развитие)
  - Париж - ЮНЕСКО
  - Страсбург - Съвет на Европа